# Kim Philby
Kim Philby, właśc. Harold Adrian Russell Philby (ur. 1 stycznia 1912 w Ambala, zm. 11 maja 1988 w Moskwie) – pracownik tajnych służb brytyjskich (MI6 – SOE), szpieg INO NKWD, jeden z członków tzw. Siatki Szpiegowskiej Cambridge.

## Życiorys

### Pochodzenie i młodość
Jego ojciec, Harry St. John Philby, brytyjski dyplomata, podróżnik i odkrywca, pojechał do Indii jako wicegubernator Pendżabu i tam ożenił się w 1910. Drużbą Philby’ego był Bernard Montgomery, jeszcze wtedy porucznik, który później stał się jednym z najsławniejszych brytyjskich generałów dowodzących podczas II wojny światowej.
Ojciec Kima w czasie I wojny światowej zajmował się organizowaniem arabskiego powstania na Bliskim Wschodzie, przeciwko władzy tureckiej. Przyjaciel i doradca króla Arabii Saudyjskiej, Ibn Sauda, odegrał wielką rolę w polityce koncesyjnej, broniąc interesów tego kraju nawet przed swymi rodakami. Wybitny i znany arabista, został honorowym korespondentem wywiadu brytyjskiego, czyli agentem wpływu najwyższej klasy.
Przydomek Kim pochodzi od bohatera powieści szpiegowskiej Rudyarda Kiplinga pt. Kim. W 1924 rozpoczął naukę, po ukończeniu szkoły w Westminster w 1928, co było rodzinną tradycją, w 1929 zapisał się na wydział historii do Trinity College na Uniwersytecie Cambridge, aby po jego ukończeniu zdać egzamin na urzędnika państwowego.

### Zagorzały komunista

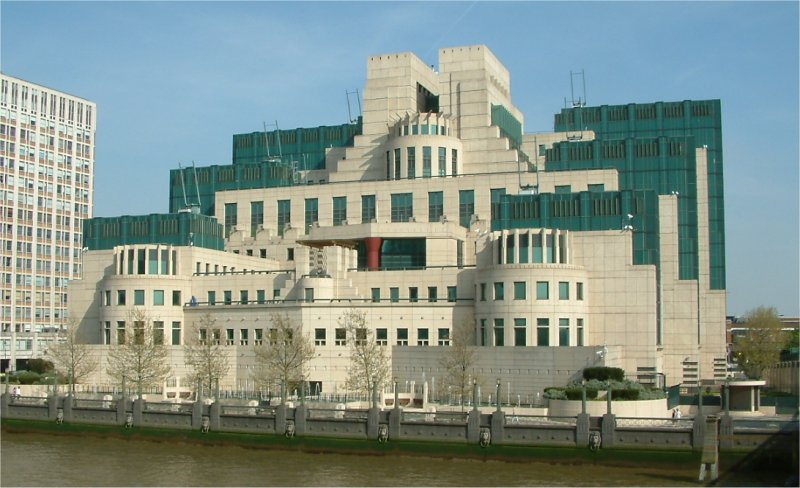
Centrala MI6 w Londynie

Podczas pobytu w Cambridge stał się zagorzałym komunistą. W międzyczasie wstąpił do organizacji o nazwie Uniwersyteckie Socjalistyczne Towarzystwo Cambridge – Cambridge University Socialist Society – (CUSS), które otoczone niechęcią konserwatywnych profesorów uczelni i miejscowych notabli dawało mu przedsmak zakazanej działalności.

### Wywiad radziecki i CUSS
Harold nie zauważył, że organizacja CUSS była obiektem troskliwego zainteresowania radzieckiego wywiadu, który ją stworzył, aby łatwiej penetrować środowiska studenckie i wybierać stamtąd najcenniejszych, wiedząc, że werbowanie absolwentów elitarnych uczelni jest procesem długotrwałym, jednak rokującym nadzieje na wielki sukces. Młodzi ludzie w Cambridge, członkowie CUSS, pochodzący z doskonałych domów, kończąc sławne uczelnie, mieli przed sobą otwartą drogę do kariery i było oczywiste, że po kilku latach dojdą do wysokich stanowisk w rządzie, w tajnych służbach i wojsku brytyjskim.

### Współpraca z radzieckim wywiadem
Osobę Philby’ego przedstawił (prawdopodobnie na jego życzenie) wywiadowi radzieckiemu (wówczas Oddziałowi Zagranicznemu – INO, przy Zjednoczonym Państwowym Zarządzie Politycznym – OGPU) Maurice Dobb, który był wykładowcą ekonomii w Trinity College i zaprzysięgłym komunistą. To pod jego wpływem Philby nabrał przekonania, że światu zagraża faszyzm, a jedynym skutecznym orężem w walce z tym złem jest marksizm i Komintern, dla którego pracował.

#### Wiedeń
Z Cambridge Philby wyjechał do Wiednia, gdzie 12 lutego 1934 pojął za żonę węgierską żydówkę, komunistkę Alice (Litzi) Friedman-Kolman, która przez zamążpójście zyskała paszport brytyjski. Podczas pobytu w Austrii Philby jako kurier przewoził tajne materiały dla komunistycznych organizacji w Pradze, Budapeszcie i Paryżu, a od lutego 1934, gdy w Wiedniu doszło do walk ulicznych między wojskami rządowymi a nazistami i komunistami, przemycał przez granicę do Czechosłowacji rannych komunistów.

#### Hiszpania
Philby, utrzymujący stosunki w kręgach lewicowych, zaczął się jednocześnie afiszować jako żarliwy antykomunista. Po krótkiej współpracy z liberalnym miesięcznikiem Review of Review, dzięki wpływom swego ojca, Philby został korespondentem konserwatywnego „The Times” w ogarniętej wojną domową Hiszpanii. Występował tam jako zwolennik generała Franco. Podczas pobytu w Hiszpanii pocisk artyleryjski eksplodował w pobliżu samochodu, którym podróżował wraz z trzema innymi korespondentami. Wybuch osmalił mu włosy i spowodował niegroźną ranę głowy. Z trzech współpasażerów, Bradish Johnson zginął na miejscu, a dwaj pozostali, Neil i Sheepshanks, ucierpieli bardzo poważnie i wkrótce zmarli z odniesionych ran.
W korespondencji z Hiszpanii Philby napisał:

Wasz korespondent został zabrany do pobliskiego punktu opatrunkowego, gdzie szybko opatrzono jego niegroźne rany. Tymczasem hiszpańscy żołnierze, nie zwracając uwagi na wybuchające pociski, pracowali dzielnie przy ratowaniu pozostałych pasażerów samochodu.

Generał Franco postanowił uhonorować dziennikarza za jego odwagę i osobiście wręczył Philby’emu Czerwony Krzyż Wojennej Zasługi, co otworzyło przed nim drzwi do najwyższych urzędów rebelianckiej administracji wojskowej. W tym czasie rozstał się z Litzi, bowiem z racji swych poglądów nie pasowała do legendy, jaką wokół siebie tworzył. Formalnie była to separacja, rozwód nastąpił 7 lat później. W lipcu 1939 Philby, nadal jako korespondent „Timesa”, przeniósł się do Arras we Francji, gdzie mieścił się sztab brytyjskich wojsk we Francji.

### Wstąpienie do MI6
Philby utrzymuje, iż po klęsce jego kraju (we Francji w 1940) został zaangażowany do brytyjskiej Tajnej Służby Wywiadowczej znanej jako MI6. Jednak według źródeł brytyjskich, Philby zabiegał o to sam, przy wsparciu swojego jeszcze wtedy wpływowego ojca, który protegował go u Dyrektora Generalnego MI6, którym był wówczas generał major Stewart Menzies. Początkowo pracował jako wykładowca w szkole Kierownictwa Operacji Specjalnych, lecz już we wrześniu 1941 zaproponowano mu stanowisko kierownika podsekcji iberyjskiej, obejmującej później także Afrykę Północną i Włochy. Philby, agent wywiadu NKWD, znalazł się w ten sposób w sercu tajnego świata – Sekcji V Tajnej Służby Wywiadowczej – MI6, zajmującej się zwalczaniem szpiegostwa. Z racji swych funkcji współpracował ściśle z SOE. Do współpracowników Philby’ego należeli m.in. Malcolm Muggeridge i Graham Greene. Jego operatywność zyskała mu uznanie zwierzchników i samego głównego szefa, Menziesa. Jeszcze wyższe oceny otrzymał w Moskwie.

### Na czele sekcji IX kontrwywiadu
W październiku 1944, na skutek podjętych na polecenie Moskwy usilnych starań, mianowano go kierownikiem nowej Sekcji IX, której zadaniem była koordynacja działań przeciwko ZSRR i wyławianie tzw. agentów penetracyjnych. Philby twierdził, iż powierzenie mu tego stanowiska było ze strony przełożonych „błędem graniczącym z groteską”. Dostrzegając niepowtarzalną szansę, jaką mu stworzono, w ciągu 18 miesięcy zorganizował zespół liczący ponad 30 funkcjonariuszy. Za działalność w okresie wojny uhonorowano go w 1945, na wniosek szefa MI6 Stewarta Menziesa, Orderem Imperium Brytyjskiego. Gdy wracał z pałacu Buckingham, wymknęło mu się nieostrożne zdanie – „Tak naprawdę ten kraj potrzebuje solidnej dawki socjalizmu”.

### Pierwsze niebezpieczeństwo
W sierpniu 1945 Philby po raz pierwszy znalazł się w niebezpieczeństwie, które groziło jego dekonspiracją. Przyczyną stał się radziecki oficer Ludowego Komisariatu Bezpieczeństwa Państwowego (ros. NKGB), Konstantin Wołkow, który wskazał na kreta usadowionego w kierownictwie kontrwywiadu brytyjskiego, w zamian za azyl dla niego i jego rodziny.

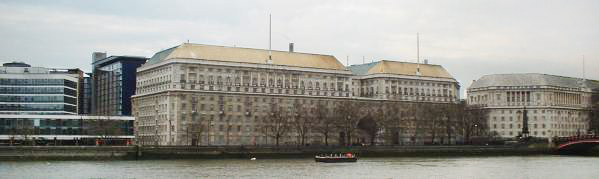
Siedziba kontrwywiadu MI5 w Londynie.

Zeznanie Wołkowa zostało wysłane do Londynu w poczcie dyplomatycznej i tydzień później znalazło się na biurku Philby’ego, który bardzo szybko zauważył, że on jest kretem wskazanym przez Wołkowa. Philby’emu udało się uzyskać delegację do Stambułu w celu nawiązania kontaktu z Wołkowem, zanim jednak dotarł na miejsce, Wołkow przepadł jak kamień w wodę i nigdy więcej o nim nie słyszano – Philby dał znać w Londynie swojemu opiekunowi z radzieckiego wywiadu o radzieckim oficerze, który chce zbiec, skazując go tym samym na śmierć.

### Igor Guzenko
We wrześniu 1945 pojawiło się kolejne niebezpieczeństwo. Pojawił się kolejny tzw. odstępca, który mógł coś wiedzieć na temat Philby’ego i jego towarzyszy z siatki szpiegowskiej Cambridge, tym razem w Kanadzie. Był nim szyfrant z ambasady radzieckiej w Ottawie, Igor Guzenko. Oficer MI6, w którego obecności przesłuchiwano Guzenkę, wysyłał Philby’emu codzienne raporty o postępach śledztwa. Kim miał zatem czas, aby powiadamiać na bieżąco swych mocodawców. W rezultacie koszty sprawy Guzenki udało się zminimalizować do dekonspiracji siatki szpiegów atomowych w Kanadzie.

### Następne małżeństwo i pobyt w Turcji
W 1946 Philby ożenił się ponownie, z Aileen Furse, pracownicą tajnego ośrodka kryptologicznego Bletchley Park, z którą miał już trójkę dzieci. Aby zawrzeć małżeństwo musiał uzyskać rozwód od swej pierwszej żony, Litzi. Brytyjscy agenci odnaleźli ją w Berlinie Wschodnim, gdzie mieszkała z radzieckim agentem.
Pod koniec 1946 Philby objął na dwa lata szefostwo ekspozytury w Stambule, pod przykrywką stanowiska pierwszego sekretarza ambasady. Sądzono, iż typuje się go w perspektywie na stanowisko zastępcy sekretarza generalnego MI6. Podczas misji wysłał kilku agentów do Związku Radzieckiego (do Gruzji) na pewną śmierć. Także w tym czasie, na polecenie radzieckiego Ministerstwa Bezpieczeństwa Państwowego – MGB, Philby badał sprawę śledztwa prowadzonego przez Amerykanów w ramach operacji Venona (zob. Projekt Venona), przeciwko radzieckiemu kretowi w brytyjskiej ambasadzie w Stanach Zjednoczonych, w Waszyngtonie.

### Oficer łącznikowy
Do stolicy Stanów Zjednoczonych trafił w 1949, jako oficer łącznikowy z ramienia brytyjskiego wywiadu między Centralną Agencją Wywiadowczą, Federalnym Biurem Śledczym i kontrwywiadem kanadyjskim. Przed wyjazdem Philby’ego szef Sekcji IX, Maurice Oldfield (późniejszy Dyrektor Generalny MI6 1973–1978), poinformował go o szczegółach Venony i toczącym się w tym czasie dochodzeniu w sprawie siatki szpiegów atomowych, działających w Ameryce.
Podczas pobytu w Waszyngtonie Philby otrzymał niemal nieograniczony dostęp do materiałów amerykańskiego wywiadu. Zdobył zaufanie szefa Biura Operacji Strategicznych CIA, Jamesa Angletona. Podczas cotygodniowych spotkań na lunchu w restauracji Harvey’s poruszali najbardziej tajne tematy rządu Stanów Zjednoczonych i wywiadu. Philby później wspominał te spotkania:

Nasze dobre stosunki opierały się na prawdziwej przyjaźni. Trudno powiedzieć, kto w tej skomplikowanej grze był górą, ale ja miałem przewagę. Wiedziałem, co on robi na rzecz CIA. On wiedział, co ja robię dla SIS (MI6), lecz prawdziwy charakter moich zainteresowań nie był mu znany.

Philby, korzystając z możliwości, pracował nadzwyczaj efektywnie. Uprzedzony o próbie antykomunistycznego puczu w Albanii, szykowanego przez tajne służby Zachodu, powiadomił o nim Moskwę. Doprowadziło to do likwidacji operującej tam siatki CIA i fiaska całej operacji.

### Ucieczka Macleana i Burgessa
Gdy Philby dowiedział się od specjalisty w dziedzinie dekryptażu Mereditha Gardenera, iż w trakcie operacji Venona natrafiono na ślad kreta w Foreign Office, zdał sobie sprawę, że chodzi o Donalda Macleana i ostrzegł wywiad radziecki. Jednocześnie dla asekuracji poinformował o podejrzeniach także MI6, przypominając, iż o podwójnym agencie w Ministerstwie Spraw Zagranicznych wspominali już wcześniej Walter Kriwicki i Wołkow.
Pomimo tego, gdy Maclean z Burgessem w maju 1951 uciekli do Związku Radzieckiego, Philby znalazł się w gronie podejrzanych. Natychmiast pozbył się sprzętu szpiegowskiego, zakopując go w odludnym miejscu gdzieś w Wirginii. Postanowił stawić czoła zarzutom. Wiedział, że chroni go stanowisko, znajomości i dotychczasowa reputacja, dlatego kontrwywiad, aby wdrożyć przeciwko niemu formalne postępowanie, będzie musiał dysponować żelaznymi dowodami. Angletonowi, który nabrał podejrzeń wobec dotychczasowego przyjaciela, udało się jednak uzyskać zgodę dyrektora CIA, którym wówczas był generał Walter Bedell Smith oraz szefa Federalnego Biura Śledczego – FBI, Edgara Hoovera, i doprowadzić do odwołania Philby’ego z Waszyngtonu.

### Przesłuchanie i zwolnienie ze służby
Po powrocie do Wielkiej Brytanii w 1951, Philby został przesłuchany na temat stosunków łączących go z dwoma zbiegami, Macleanem i Burgessem. Bliższej znajomości z pierwszym z nich (tj. Macleanem) wyparł się, oświadczając, iż po opuszczeniu Cambridge widział się z nim zaledwie dwa razy. Mimo to, jako obciążonego zażyłą znajomością z Burgessem, której kwestionować nie mógł, został w 1951 zwolniony ze służby, z odprawą w wysokości 4 tysięcy funtów. Połowę sumy otrzymał od razu, a resztę w ciągu następnych trzech lat.
Zwolnienie Philby’ego ze służby nastąpiło pod dużą presją Amerykanów. We wrześniu 1956 szef MI6, generał major, sir John Sinclair, pomógł Philby’emu w załatwieniu zatrudnienia w roli bliskowschodniego korespondenta „The Observer” i „The Economist”.

### Powrót do MI6 i Liban
Na forum parlamentu odbyła się tzw. „sprawa trzeciego”, człowieka, który oprócz Donalda Macleana i Burgessa współpracował z wywiadem radzieckim. W obronie Philby’ego stanął minister spraw zagranicznych, Harold Macmillan. Oczyszczony w ten sposób z wszelkich zarzutów Philby, jako korespondent „The Observer” i „The Economist”, wyjechał do Libanu. Jego praca jako korespondenta była tylko przykrywką, ponieważ został z powrotem przyjęty do służby w wywiadzie MI6.

### Ponowne podejrzenia i ucieczka
W Bejrucie, po objęciu tamtejszej placówki MI6 przez Nicholasa Elliota, Philby został jego prawą ręką. W międzyczasie, w 1957, zmarła jego druga żona Aileen. W 1959, przed wyjazdem do Bejrutu, Philby ożenił się po raz trzeci. Poślubił Eleanor Brewer, z którą miał wcześniej romans podczas pobytu w Waszyngtonie w Stanach Zjednoczonych.
Wokół osoby Kima Philby’ego zaogniło się ponownie w 1961. W tym czasie (w grudniu 1961) na Zachodzie pojawił się Anatolij Golicyn. Latem 1962 kontrwywiad brytyjski (MI5), analizując zeznania Golicyna, nabrał pewności, że dysponuje decydującymi dowodami zdrady Philby’ego. Ze względu na polityczne uwarunkowania całą sprawę postanowiono załatwić dyskretnie.
Nicholas Elliott, szef bejruckiej placówki MI6, w styczniu 1963 przekazał Philby’emu jednoznaczną propozycję – „Ofiaruję ci koło ratunkowe, ochronę przed rozprawą sądową, jeśli podejmiesz współpracę”. Następnego dnia Philby dostarczył dwie strony maszynopisu, zawierające jego przyznanie się do winy. Przez kolejne trzy dni Elliott nagrywał dalsze wyjaśnienia Philby’ego, a następnie wrócił do Londynu. Jak sam później wspominał, zastanawiał się, czy Philby nie popełni samobójstwa.
Agenci KGB w Bejrucie umieścili go na pokładzie radzieckiego statku Dołmatowa, płynącego do Odessy. Tam Kim Philby został powitany z honorami godnymi głowy państwa. Następnie 3 lipca władze Związku Radzieckiego ogłosiły, że znajduje się on w Moskwie i otrzymał obywatelstwo radzieckie.

### Życie w Związku Radzieckim

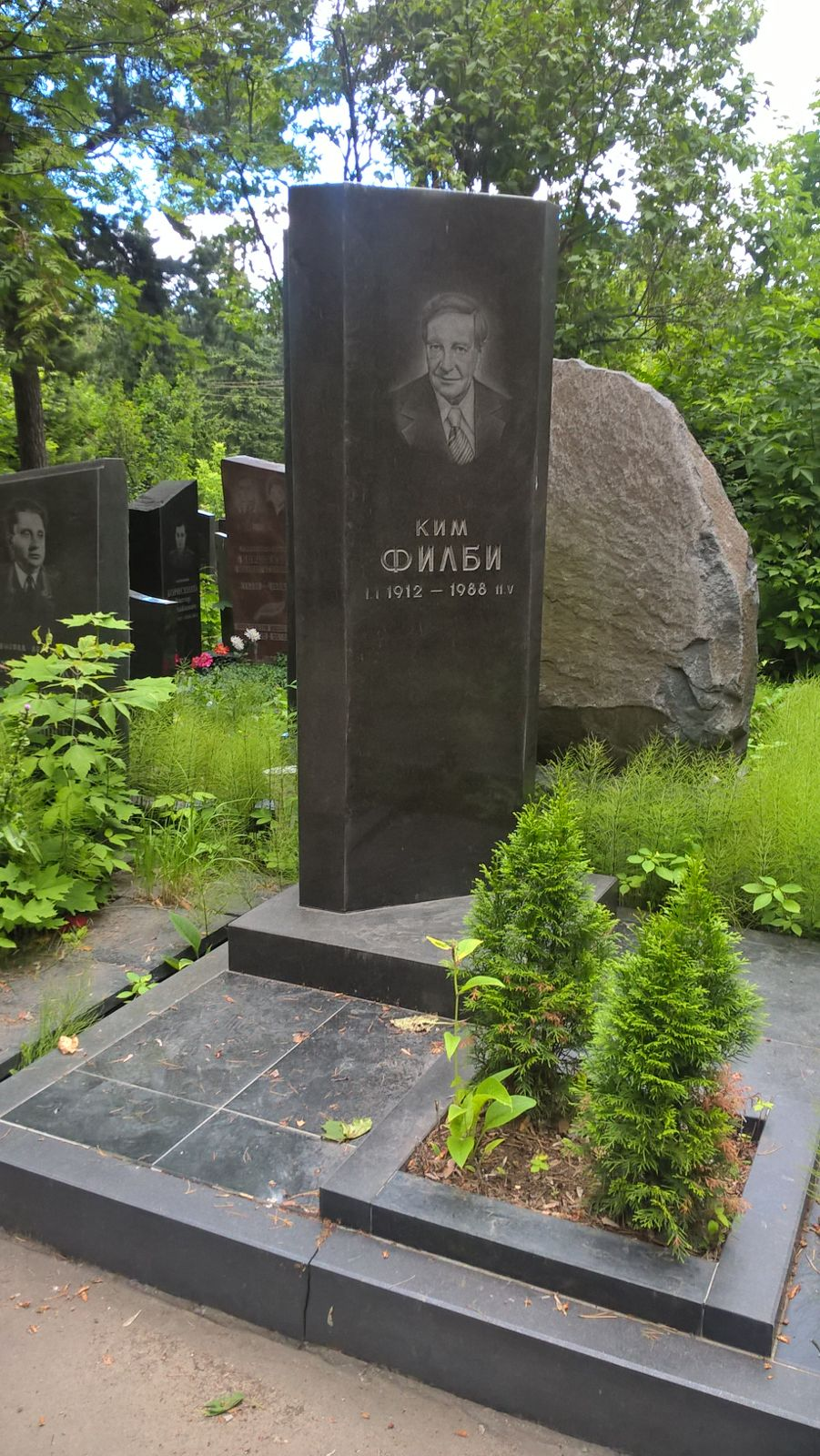
Grób Philby’ego na Cmentarzu Kuncewskim w Moskwie

W Moskwie Philby miał początkowo luksusowe warunki życia. Zaczął pracować dla KGB i zgodnie z niektórymi doniesieniami brał jakiś udział w dojściu do władzy przewodniczącego KGB Jurija Andropowa. Podjął się także pracy literackiej, zaczął pisać książkę My Silent War (Moja cicha wojna).
Po jakimś czasie (1963) do Philby’ego dołączyła jego żona Eleanor, lecz opuściła go już dwa lata później (1965), gdy się dowiedziała, że ma romans z żoną Macleana, Melindą. W Moskwie z ramienia KGB opiekował się Philbym Oleg Kaługin. Według jego zeznań Philby bardzo dużo pił. Następnym jego opiekunem został Andropow, który za pośrednictwem innego uciekiniera z brytyjskich służb specjalnych, George Blake’a, podsunął mu o 20 lat młodszą agentkę KGB Rufinę Puchową, z pochodzenia Polkę, która w grudniu 1971 została jego kolejną, czwartą żoną.
W marcu 1988, w wywiadzie dla „The Sunday Timesa”, Philby stwierdził:

Tutejsze życie jest moim życiem i miejsca zamieszkania nie mam zamiaru zmieniać. Jest to mój kraj, któremu służyłem ponad pięćdziesiąt lat. Życzę sobie, żeby mnie tu pochowano.

Zmarł w Moskwie 11 maja 1988 z powodu zawału serca. Pochowano go w Moskwie na cmentarzu wojskowym w Kuncewie, z honorami należnymi generałowi KGB. W 1990 uhonorowano go znaczkiem pocztowym z jego podobizną.